# Kursbeschickung
Die Kursbeschickung, auch Kursumwandlung ist ein in der Navigation  der See- und Luftfahrt angewendetes Umrechnungsverfahren. Ein am Magnetkompass abgelesener Magnetkompasskurs wird berichtigt mit Fehlern aus dem Unterschied von geografischem und magnetischem Nordpol (Missweisung bzw. Deklination), der Ablenkung durch magnetische Felder auf dem Schiff (Ablenkung bzw. Deviation), der Abdrift durch Wind und der Abdrift durch Strom. Dadurch werden tatsächlich auf rechtweisend Nord (geografisch Nord) bezogene Kurs- oder Peilwerte berechnet. So kann der Kartenkurs bestimmt werden. Umgekehrt kann der Kartenkurs auf diese Weise in den am Magnetkompass zu steuernden Kompasskurs umgerechnet werden. Der Begriff „Kursbeschickung“ stammt aus der Seefahrt. In der Luftfahrt wird auch der Begriff „Kursumwandlung“ verwendet. Die Kursbeschickung ist Bestandteil der nautischen Ausbildung an den Seefahrtschulen und diverser Sportbootführerscheinprüfungen.

## Übersicht
Die Grafik zeigt den Zusammenhang der verschiedenen Kurse eines Schiffes:
1 - True North (rwN): rechtweisend/geografisch Nord
2 - rechtweisender Kurs (rwK): die Richtung, in die das Schiff zeigt
3 - magnetisch Nord (MgN), missweisend Nord (mwN): geografisch Nord − Deklination
4 - Kompass-Nord : geografisch Nord − Deklination (6) − Deviation (5)
5 - Deviation (Abl, DEV), durch das eigene Magnetfeld des Schiffes
6 - Deklination (Mw), durch das Erd-Magnetfeld
7 - Kompass-Kurs (MgK, CC), ohne Korrektur von Deklination und Deviation
8 - missweisender Kurs (mwK): Kompass-Kurs korrigiert um Deviation, aber nicht mit Deklination
9, 10 - Abdrift durch Wind (BW) und Strom (BS)
A, B - Kurs über Grund (KüG, COG).

## Begriffe
| deutsch | deutsch                 | englisch | englisch           | Bedeutung                                                                                 |
| ------- | ----------------------- | -------- | ------------------ | ----------------------------------------------------------------------------------------- |
| MgK     | Magnetkompasskurs       | CC       | Compass course     | Winkel zwischen Magnetkompass Nord (MgN) und der Rechtvorausrichtung des Schiffes         |
| Abl     | Ablenkung               | DEV      | Deviation          | Winkel zwischen missweisend Nord (mwN) und Magnetkompass Nord (MgN)                       |
| mwK     | missweisender Kurs      | MC       | Magnetic course    | Winkel zwischen missweisend Nord (mwN) und der Rechtvorausrichtung                        |
| Mw      | Missweisung             | VAR      | Variation          | Winkel zwischen rechtweisend Nord (rwN) und missweisend Nord (mwN)                        |
| rwK     | rechtweisender Kurs     | TC       | True course        | Winkel zwischen rechtweisend Nord (rwN) und der Rechtvorausrichtung des Schiffes          |
| BW      | Beschickung durch Wind  | LW       | Leeway             | Winkel zwischen rechtweisendem Kurs (rwK) und dem Kurs durchs Wasser (KdW)                |
| KdW     | Kurs durch Wasser       | CTW      | Water track        | Auf das Wasser bezogener Winkel zwischen dem Kurs und rechtweisend Nord (rwN)             |
| BS      | Beschickung durch Strom | DFT      | Drift              | Durch Strom bewirkte Versetzung von einem gegissten zu einem wahren Ort                   |
| KüG     | Kurs über Grund         | COG      | Course over Ground | Winkel zwischen rechtweisend Nord (rwN) und der Bewegungsrichtung des Schiffes über Grund |

## Deklination / Missweisung
Da die magnetischen Pole der Erde nicht mit den geografischen Polen zusammenfallen, verlaufen die magnetischen Feldlinien nicht genau zu den Meridianen, welche die Nord-Süd-Richtung bestimmen. Außerdem lenken bestimmte geologische Formationen die Kompassrose von der genauen Nord-Süd-Richtung ab.
Wegen der Missweisung (Mw) darf ein der Karte entnommener Kurs nicht unmittelbar am Kompass gesteuert werden. Genauso wenig darf ein am Kompass abgelesener Kurs direkt auf die Karte übertragen werden.

## Deviation / Ablenkung
Zusätzlich wird die Kompassnadel abgelenkt von metallischen Bauteilen und magnetischen Feldern auf dem Schiff. Beispielsweise vom Motor unter Deck, von metallischen Aufbauten, vom Schiffsrumpf selbst, oder von Lautsprechern, die nahe am Kompass montiert sind. Diesen Einfluss nennt man Ablenkung oder Deviation. Da diese Einflüsse meist über einen längeren Zeitraum gleich bleiben, kann man sie messen und in einer Ablenkungstabelle festhalten. Die Ablenkung wird bei der Kursbeschickung in gleicher Weise wie die Missweisung berücksichtigt.

## Beschickung mit Wind
siehe Abdrift und Winddreieck

## Beschickung mit Strom
In der Seefahrt wird die Kursbeschickung noch um die Beschickung mit Strom ergänzt, um eine genaue Navigation zu ermöglichen. Siehe Stromdreieck.

## Praxis

### Vom Kompass zur Karte
Der am Kompass abgelesene Kurs ist vereinfacht gesagt der missweisende Kurs mwK. Nach Beschickung der Formel mit der Missweisung Mw wird nun von oben nach unten unter Beibehaltung der Vorzeichen der rechtweisende Kurs rwK errechnet, der in die Karte eingetragen werden kann.
Dabei erhält die Ablenkung durch Missweisung in Richtung Ost bei der Kursberechnung ein positives Vorzeichen (+).
```
  mwK   45°
  Mw  + 12°      mit richtigen Vorzeichen von oben nach unten gerechnet
  rwK   57°
```

Dementsprechend erhält die Missweisung in Richtung West ein negatives Vorzeichen (-).
```
  mwK   120°
  Mw   -  4°     mit richtigen Vorzeichen von oben nach unten gerechnet
  rwK   116°
```

### Von der Karte zum Kompass
Soll ein Kurs aus der Karte entnommen und am Kompass gesteuert werden, so muss er ebenfalls unter Berücksichtigung der Missweisung Mw umgerechnet werden. Hier wird von unten nach oben gerechnet, um den missweisenden Kurs oder Kompasskurs zu ermitteln. Dabei wird nun mit umgekehrten Vorzeichen gerechnet.
```
  mwK   257°
  Mw    + 3°     mit umgekehrten Vorzeichen von unten nach oben gerechnet
  rwK   260°
```

Oder:
```
  mwK    85°
  Mw   -  6°     mit umgekehrten Vorzeichen von unten nach oben gerechnet
  rwK    79°
```

### Einfaches Merkschema zur Umrechnung
In Seekarten wird die Missweisung oft grafisch durch einen Pfeil auf der Kompassrose dargestellt:
- ↗︎  östliche Missweisung
- ↖︎  westliche Missweisung

Die gedachte Rückstellung dieses Pfeils nach Nord 𐌣 führt zum Kompasskurs.
| Kartenkurs | Pfeil | Missweisung | Kompasskurs | Erklärung                                                               |
| (True)     |       | (Var, Decl) | (Compass)   |                                                                         |
| ---------- | ----- | ----------- | ----------- | ----------------------------------------------------------------------- |
| 057        | ↗︎     | 012 E       | 045 𐌣       | von Karte ↗︎ nach Kompass 𐌣 -12 Grad von Kompass 𐌣 nach Karte ↗︎ +12 Grad |
| 116        | ↖︎     | 004 W       | 120 𐌣       | von Karte ↖︎ nach Kompass 𐌣 +4 Grad von Kompass 𐌣 nach Karte ↖︎ -4 Grad   |

Und umgekehrt: Die gedachte Bewegung des Pfeils von Nord 𐌣 zur Missweisung ( ↖︎  oder ↗︎ ) führt zum Kartenkurs.
Die Kompassablenkung (Deviation) kann natürlich mit gleichem Schema berücksichtigt werden.